# Ruhpolding
Ruhpolding es una municipalidad de 6358 habitantes del distrito de Traunstein en Baviera, Alemania. El nombre de Ruhpolding proviene del bávaro Rupoltingin que significa "gentes del fuerte y famoso".
La primera mención en documentos de Ruhpolding ocurre en el año 1193.
En el año 1895 es inaugurada la línea de tren a Traunstein. A partir de 1948 se desarrolla como centro turístico de spa y de deportes invernales.
Ruhpolding es conocida por su pista de biatlón. Es una de las paradas más importantes de la Copa del Mundo de Biatlón, con hasta 20.000 espectadores por carrera. Fue sede de los Campeonatos Mundiales de Biatlón de 1978, 1985 y 1996. Otros deportes que se practican en el área son el esquí nórdico, senderismo, ciclismo de montaña y golf.
Fritz Braun y Franziska Braun, los padres de la amante y esposa de Adolf Hitler, Eva Braun, están enterrados en el cementerio Neuen Bergfriedhof del municipio.